# Eenheidsvierkant

Eenheidsvierkant

Het eenheidsvierkant is een vierkant, waarvan alle zijden de lengte 1 hebben. 
Het eenheidsvierkant wordt in een cartesisch coördinatenstelsel met coördinaten {\displaystyle (x,y)} gedefinieerd als het vierkant dat bestaat uit de punten, waar {\displaystyle x} en {\displaystyle y} beide in het eenheidsinterval van 0 tot 1 liggen. Het gebruikte interval kan daarbij zowel open als gesloten zijn, maar er wordt meestal een gesloten interval mee bedoeld.
Het eenheidsvierkant in het complexe vlak bestaat uit de punten (0,0), (1,0), (1,{\displaystyle i}) en (0,{\displaystyle i}).
Een eenheidsvierkant heet zo, omdat de bepalende maat, de lengte van de zijden, 1 is. Zo zijn er ook een eenheidscirkel, eenheidsbol, eenheidsinterval en eenheidskubus.